# Grignan
Grignan är en kommun i departementet Drôme i regionen Auvergne-Rhône-Alpes i sydöstra Frankrike. Kommunen ligger i kantonen Grignan som tillhör arrondissementet Nyons. År 2022 hade Grignan 1 589 invånare.

## Befolkningsutveckling
Antalet invånare i kommunen Grignan
Referens:INSEE